# Simon Dumont

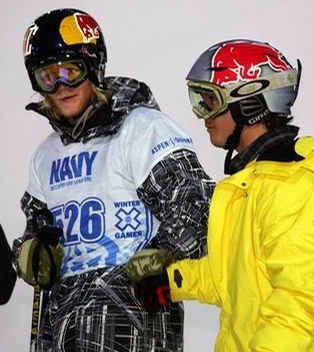
Tanner Hall och Simon Dumont.

Simon Dumont, född 9 juli 1986 i Bethel, Maine, är en amerikansk skidåkare i sporten freeskiing. 
Simon Dumont är en av de bästa skidåkarna i världen[källa behövs] främst i superpipe. Dumont tävlade för första gången 2003. Under ett år vann han The Whistler Invitational Super Hit och slutade fyra i U.S. Open. Året därpå slog han sig in bland de främsta i sporten genom att vinna Winter X Games i superpipe. Dessutom vann han Ultimate Bumps and jumps quatrepipe, kom tvåa i Whistler Invitational Big Air och Whistler Invitational Superpipe samt en tredje plats i US Open Superpipe. Han har också vunnit Big Air i X-Games 2009.

## Världsrekord i quarterpipe
11 april 2008 slog Dumont världsrekordet i att hoppa högst upp i luften ur en quarterpipe. Han hoppade då 10,8 m samtidigt som han genomförde ett moment av hög svårighetsgrad (en corked 900 tailgrab).